# 卡斯泰尔博塔乔
卡斯泰尔博塔乔（義大利語：Castelbottaccio），是意大利坎波巴索省的一个市镇。总面积11平方公里，人口373人，人口密度33.9人/平方公里（2009年）。ISTAT代码为070013。